# Parafia Opatrzności Bożej w Michałowie
Parafia pw. Opatrzności Bożej w Michałowie – rzymskokatolicka parafia w Michałowie, należąca do dekanatu Białystok-Dojlidy, archidiecezji białostockiej, metropolii białostockiej.

## Historia parafii
Parafia została utworzona w marcu 1916 roku. Początkowo była filią parafii św. Apostołów Piotra i Pawła w Zabłudowie. 

## Kościół parafialny
Kościół parafialny pw. Opatrzności Bożej wybudowany w stylu neogotyckim w latach 1906–1909 według projektu Romualda Lenczewskiego, poświęcony 29 listopada 1909.

## Obszar parafii
W granicach parafii znajdują się miejscowości:

- Michałowo,
- Barszczewo,
- Gorbacze,
- Hieronimowo,
- Hoźna,
- Julianka,
- Juszkowy Gród,
- Kamienny Bród,
- Kazimierowo,
- Kobylanka,
- Michałowo-Kolonia,
- Kopce,
- Krynica,
- Kuchmy-Kuce,
- Kuchmy-Pietruki,
- Kuryły,
- Lewsze,
- Majdan,
- Mościska,
- Nowa Wola,
- Nowe Kuchmy,
- Oziabły,
- Pieńki,
- Planty,
- Potoka,
- Sokole,
- Stare Kuchmy,
- Topolany
- Żednia